# Norwegische Badmintonmeisterschaft 2008
Die Norwegische Badmintonmeisterschaft 2008 fand vom 1. bis zum 3. Februar 2008 in den Øreåshallen in Moss statt. Ausrichter war der Moss Badmintonklubb.

## Finalresultate
| Disziplin    | Sieger                                                  | Finalist                                        | Ergebnis          |
| ------------ | ------------------------------------------------------- | ----------------------------------------------- | ----------------- |
| Herreneinzel | Steinar Klausen (Moss BK)                               | Jim Ronny Andersen (Kristiansand BK)            | 21:13 14:21 21:13 |
| Dameneinzel  | Sara Blengsli Kværnø (Grong BK)                         | Helene Abusdal (Kristiansand BK)                | 21:14 22:20       |
| Herrendoppel | Steinar Klausen Erik Rundle (Moss BK/Bygdø BK)          | Thomas Andersen André Andersen (Sandefjord BK)  | 21:19 21:18       |
| Damendoppel  | Monica Halvorsen Mari Helen Bøe (Sandefjord BK)         | Gry Kirsti Skjønhaug Helene Norland (Bygdø BK)  | 21:17 21:15       |
| Mixed        | Hallstein Oma Sara Blengsli Kværnø (Bergen BK/Grong BK) | Sverre Bergland Gry Kirsti Skjønhaug (Bygdø BK) | 21:13 16:21 21:14 |